# 韁紋鱘身鯰
韁紋鱘身鯰，為輻鰭魚綱鯰形目甲鯰科的其中一種，為熱帶淡水魚，分布於南美洲太平洋沿岸淡水流域，體長可達24公分，棲息在高海拔溪流底層水域，生活習性不明。

## 扩展阅读
維基物種上的相關：韁紋鱘身鯰